# Al-Samoud 2

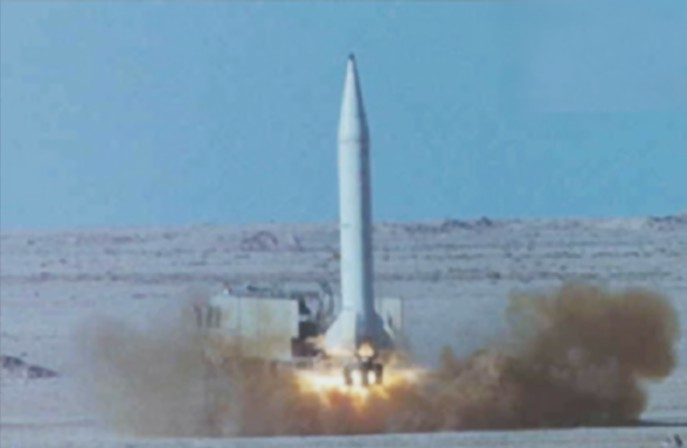
Essai d'un missile balistique Al-Samoud 2 conduit par l'armée irakienne en 1997.

Al-Samoud 2 (الصمود signifiant littéralement en arabe « fermeté »), est un missile balistique tactique irakien à carburant liquide développé entre la guerre du Golfe et la guerre d'Irak de 2003. L'armée irakienne a également développé une version à propergol solide connue sous le nom de Ababil-100.

## Développement

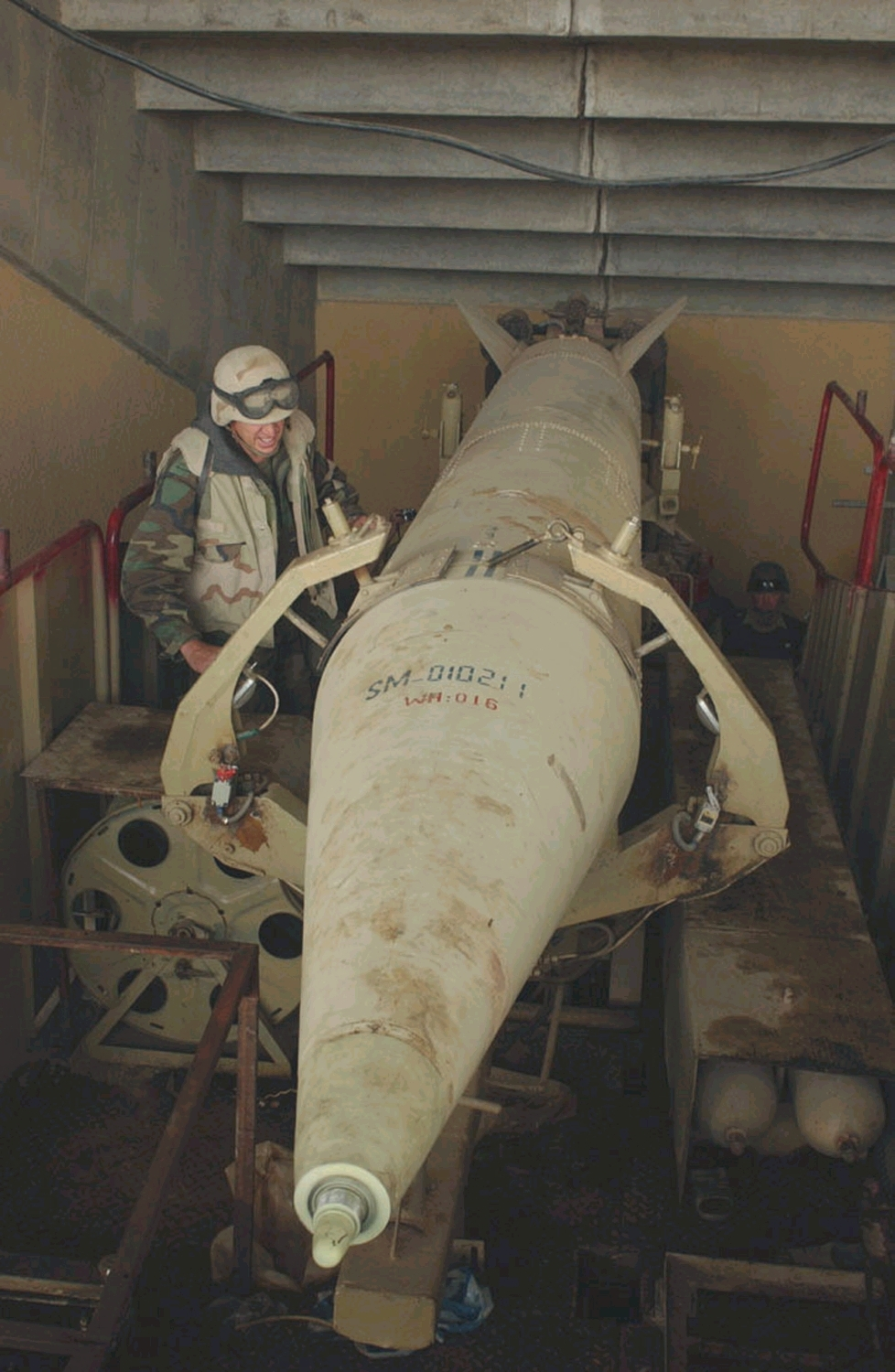
Un missile Al-Samoud saisi par les forces américaines près d'Al-Amara dans le sud de l'Irak, 2003.

Il s'agit essentiellement d'un dérivé du Scud (pour les contrôles de vecteur de poussée) et du S-75 Dvina (pour le design). Le système comprend également un lanceur mobile irakien similaire à celui conçu pour le missile Al Hussein par l'entreprise irakienne Al-Fida.
Le premier essai été mené en 1997 sous la supervision de l'UNSCOM et la production de missiles de ce type a débuté en 2001 avec pour objectif d'assembler 10 missiles par mois. Le projet a été fortement dépendant de l'assistance technique de la Pologne et de la Russie et n'était pas entièrement opérationnel en 2003, bien que certains exemplaires aient été déjà livrés à l'armée irakienne. 
D'une portée opérationnelle de 180 km, le missile, à système de guidage inertiel (basé sur des gyroscopes du missile chinois Silkworm) et d'une longueur de 7,14 m et d'un diamètre de 760 mm, peut porter une ogive de 280 kg. La charge utile pèse 140 kg, constituée d'un mélange de 84 kg de RDX=60 %, 42 kg de TNT=30 % et 14 kg d'aluminium=10 %. Cette dernière a également été conçue pour charger différents types de sous-munitions.

## Bannissement par l'ONU
Le 13 février 2003, un comité de l'ONU rapporte que les missiles irakiens Al-Samoud à la suite d'une révélation par des inspecteurs de l'armement en décembre, ont une portée de 180 km, en violation de la résolution 1441. La limite autorisée par l'ONU est de 150 km.
L'Irak a accepté de détruire les Al-Samoud 2 à longue portée et à la mi-mars 2003 un certain nombre avait été détruit. Bien que l'ONU ait ordonné à l'Irak d'arrêter sa production d'Al Samoud, l'Irak a continué d'assembler quelque vingt missiles pendant les premiers mois de 2003.
Les forces américaines ont trouvé une cache de douze missiles Al-Samoud dans le sud de Baiji le 21 juillet 2003.

## Histoire opérationnelle

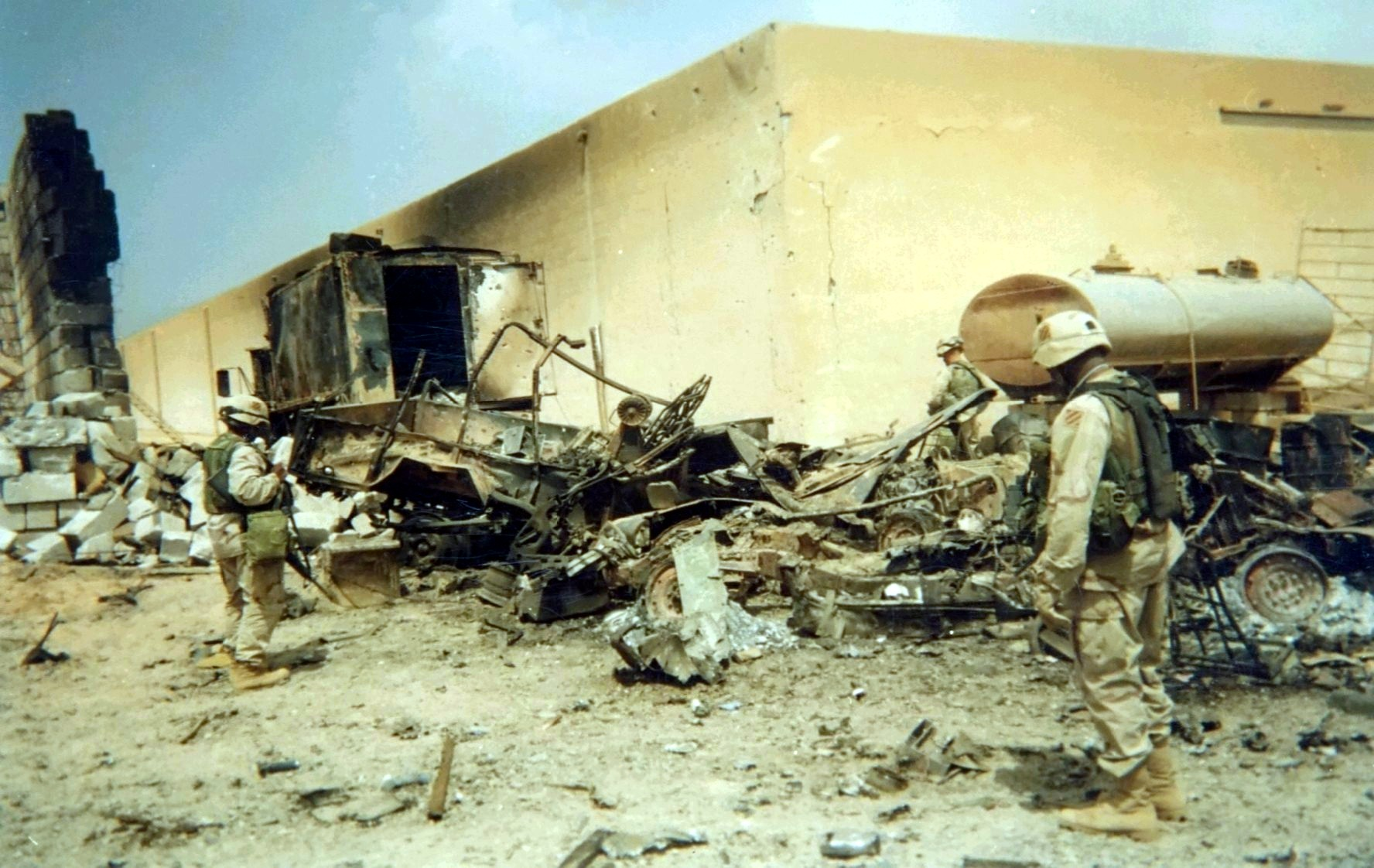
QG de la 2e Brigade de la 3e division d'infanterie US après avoir été touché par un Ababil-100, 7 avril 2003.

Durant l'invasion de l'Irak en 2003, un certain nombre de missiles Al-Samoud 2 ont été tirés sur le Koweït (ciblant notamment le QG de la Coalition, Camp Doha) mais sont interceptés par les MIM-104 Patriot tandis que d'autres atterrissent dans le désert sans faire de dégâts. Un Ababil-100 a toutefois touché le QG de la 2e Brigade de la 3e division d'infanterie US le 7 avril, alors que le gros de la brigade conduisait une opération 15 kilomètres plus au nord à l'intérieur de Bagdad. 3 soldats et 2 journalistes ont été tués dans l'attaque tandis que 14 autres soldats ont été blessés et 22 véhicules détruits ou sérieusement endommagés, principalement des Humvees,,,,.